# RC振盪器
電子振盪器主要利用LC儲能電路設計。所謂的LC儲能電路，是由電感和電容組成用來在振盪過程中儲存能量的電路。但是電子振盪器不一定要使用電感，而在振盪電路中的頻率選擇部分可以只用電阻和電容構成。這種只用電阻和電容構成的振盪器稱為RC振盪器。

## 類型
依輸出波型是否為正弦波，可區分為弦波振盪器與非正弦波振盪器。

### 弦波振盪器
弦波振盪器目前依架構可區分為Wien-Bridge振盪器與雙T振盪器。
要產生無失真的正弦波，RC振盪器必須加上振幅控制。常見的設計只有在回授電路中使用白熾燈，這樣的振盪器利用了鎢絲的電阻與溫度成正比上升的特性。在燈絲的溫度還不足以發亮之前，這樣的設計運作良好：在回授電路中昇高的電壓訊號使得流過燈絲的電流昇高，電流量上昇使燈絲盪度提高進而使得燈絲的電阻提高，在回授電路中提高的電阻便可以減弱回授訊號的強度，把振盪器的訊號限制在線性區間（也就是避免產生截波）。惠普的HP200型振盪器就採用了這種技術。
更精密的振盪器會量測輸出訊號的大小做為回授以控制振盪器中壓控放大器的增益。若是振幅偵測的頻率響應是完全水平的，則振幅負回授的設計可以確保不論設定工作在任何輸出頻率下振盪器的輸出訊號固定振幅。

#### Wien-Bridge振盪器
Wien-Bridge振盪器由兩組RC電路所組成(一組串聯RC電路，一組並聯RC電路)。
可配合可變電容調整輸出訊號頻率，因此常用於音頻訊號產生器。
如：惠普公司的原型HP200音頻振盪器就是使用Wien-Bridge振盪器。

#### 雙T振盪器
雙T振盪器並聯兩個"T型"的RC電路而成。
第一個"T型"電路是R-C-R的低通濾波器，第二個"T型"電路是C-R-C的高通濾波器。
這兩個電路橋接在一起選擇出振盪器所需要的頻率。

### 非正弦波振盪器
有不少RC振盪器輸出的訊號不是弦波，許多非正弦波RC振盪器只使用一組RC電路。
如：
- 複振器
- 555振盪電路